# Adrian Mutu
Adrian Mutu (Călineşti, 8. siječnja 1979.) je rumunjski umirovljeni nogometaš. Igrao je na poziciji napadača.

## Karijera
Profesionanu karijeru započeo je Argeşu iz Piteştija, gdje je debitirao 15. ožujka 1997. u susretu protiv Oţelul Galaţia. U dresu Argeşa odigrao je 41 utakmicu i zabio 14 pogodaka, a poslije je prodan za 600.000 € u Dinamo Bukurešt. Za Dinamo je odigrao 33 utakmice i zabio 22 pogotka. Nakon te sezone prodan je u milanski Inter za 6,5 milijuna €. U Interu se nije naigrao, odigrao je svega 10 utakmica pritom nezabivši niti jedan pogodak. Odlazi na posudbu u Veronu i ondje je u 57 utakmica zabio 16 pogodaka. U sezoni 2001./02. u transferu vrijednom 10 milijuna € odlazi u Parmu. Za Parmu je odigrao 31 utakmicu i zabio 18 pogodaka. Nakon samo jedne sezone provedene u Parmi, u transferu vrijednom 29,4 milijuna € seli se u engleski Chelsea. Početkom sezone zabio je 4 pogotka u 3 utakmice, ali kasnije je zajedno s momčadi pao u prosječnost. U rujnu 2004. otkriveno je da je konzumirao drogu (kokain) i zbog toga njegov ugovor s Chelseajem raskinut. Engleski nogometni savez odlučio ga je kazniti novčanim iznosom u vrijednosti od 20.000 €. Ubrzo je stigla kazna FIFA-e, koja je odredila da zbog povrede prava ugovora treba Chelseaju isplatiti 12 milijuna €. Odlazi u Juventus i s njim potpisuje 5-godišnji ugovor. Za Juve je debitirao kao zamjena 29. svibnja 2005. u susretu protiv Cagliaria. U sezoni 2005./06. postigao je 7 pogodaka u 20 odigranih utakmica. U Ligi prvaka u prvoj momčadi započeo je 3 utakmice, a kao zamjena još je 5 puta ulazio s klupe. U srpnju 2006. prelazi u redove Fiorentine. U klub je stigao za 8 milijuna € i zajedno je s Lucom Tonijem činio udarni tandem. U sezoni 2006./07. zabio je 16 pogodaka u 33 odigrane utakmice, pritom asistiravši 8 puta. Ubrzo je postao meta talijanske Rome koja je za njega nudila 20 milijuna €, ali je Mutu ostao u Fiorentini. 30. studenog 2008. zabilježio je 200. nastup u talijanskoj Serie A. Tog dana je kao kapetan Fiorentine, u susretu protiv Rome postigao 100. i 101. pogodak u Serie A. 15. veljače 2009. postigao je svoj prvi hat-trick u dresu Fiorentine. 

## Reprezentativna karijera
Mutu je za rumunjsku reprezentaciju odigrao 77 utakmica, pritom zabivši 35 pogodaka. Zanimljivo da je Rumunjska samo jednom izgubila kada je Mutu bio strijelac na toj utakmici.
Član rumunjske nogometne reprezentacije bio je do 22. studenoga 2013. jer je zbog nedoličnog ponašanja tj. ismijavanja tadašnjeg trenera izbačen iz reprezentacije.

## Vanjske poveznice
- Službena stranica
- Profil na FootballDatabase